# هیکی لیماتاینن

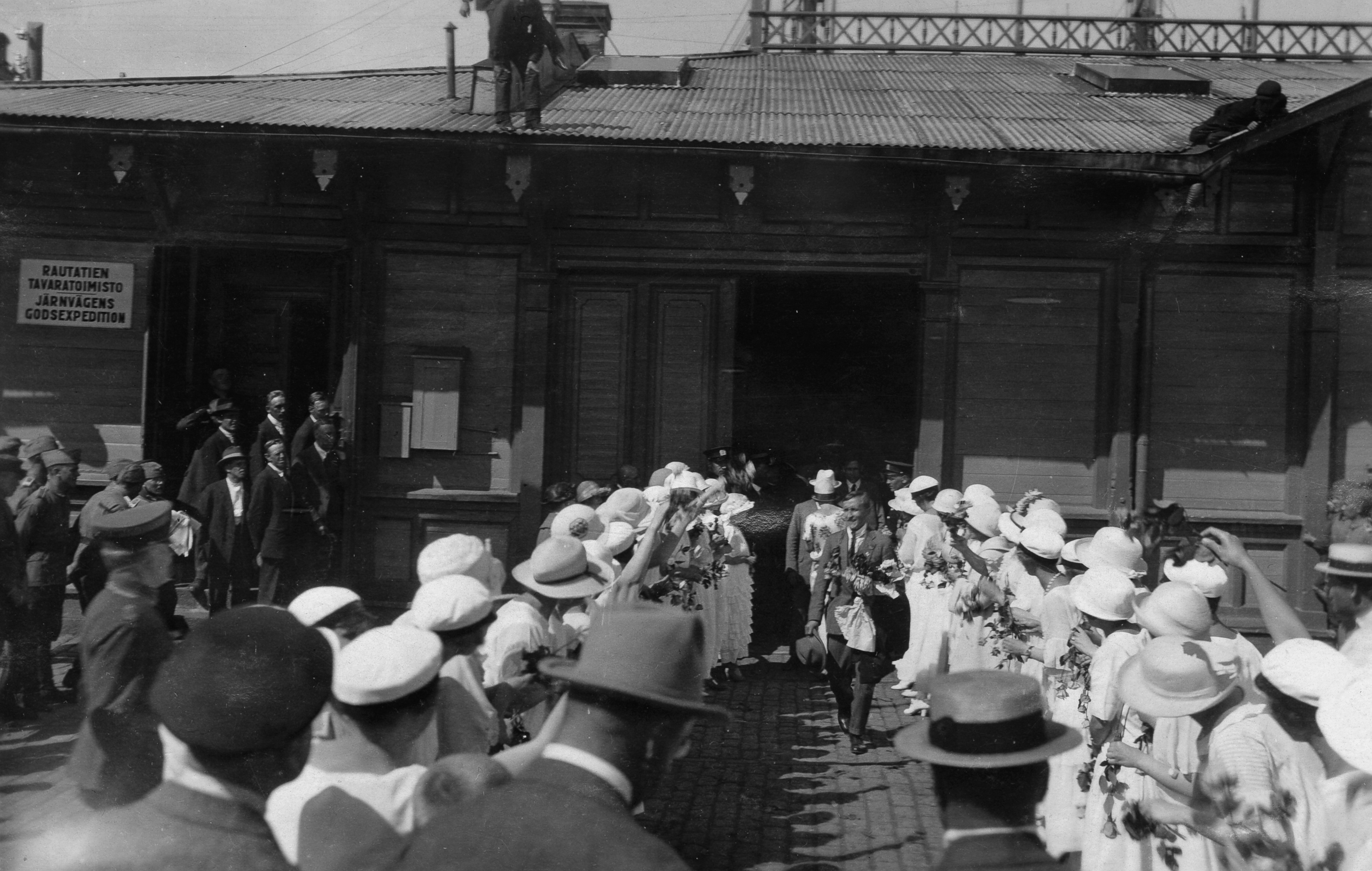
هیکی لیماتاینن در بین تونل افتخار - سال ۱۹۲۴

هیکی لیماتاینن (فنلاندی: Heikki Liimatainen; ۱۴ مارس ۱۸۹۴ – ۲۴ دسامبر ۱۹۸۰) دونده دو استقامت اهل فنلاند بود.